# سمیتا

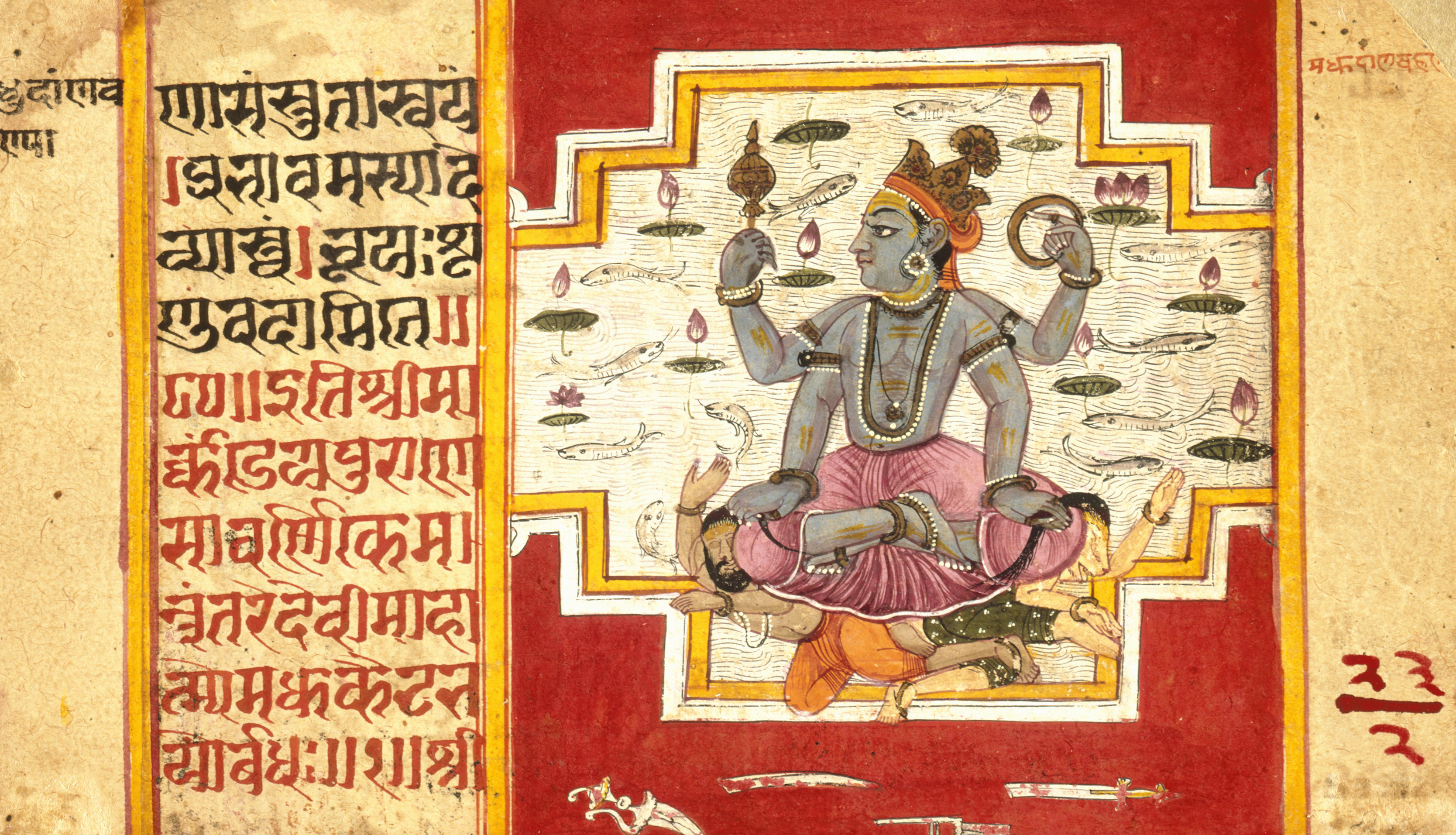
مبارزه ویشنو مادو و کیتابها (آیه)، برگه از نقاشی دیوی مهاتمیا (شکوه الهه)

سَمهیتا (سانسکریت: संहिता)، به معنای مجموعه‌سرود، عنوانِ عامی است که به متون مجموعه‌وار هندوئیسم گفته می‌شود اما معمولاً وقتی از سمهیتاها سخن می‌رود مقصود چهار متن مهم و اولیه به نام‌های رْگ وده، سامه ودا، یَجورودا، و اَتْهَرْوه ودا است. این متون را ودا نیز می‌خوانند. در حقیقت عنوان ودا در مفهوم خاصِ خود، که از قضا کاربرد شایع‌تری نیز دارد، در مصداق با سمهیتاهای اولیه یکی است.
ودا در لغت به معنای «دانش» است. چهار ودا در پهنه تاریخی گسترده‌ای، از ۱۵۰۰ تا ۸۰۰ ق. م. شکل گرفته‌اند تا نیازهای دینی و آیینی آریاییانی را که به هند کوچیده بودند برآورند. در حقیقت این متون بازتابی از دین و فرهنگ آریایی‌اند:
- رْگ‌وِده سَمْهیتا: رْگ وده در لفظ به معنای «دانش ستایش» است، و در واقع نیز مشتمل بر مدیحه‌سرایی و ستایش‌هایی خطاب به خدا یا خدایانِ آن فرهنگ است. رْگ‌وده دارای ۱۰۱۷ (یا ۱۰۲۸) سرود است. به هر سرود سو¨کْته می‌گویند. هر سو¨کته از بیت‌هایی شکل می‌گیرد که به آن ریچ می‌گویند. همه سرودهای رْگ‌وده را در ده کتاب یا مَنْدَله تنظیم کرده‌اند.
- سامه وده: این ودا به اشعاری اختصاص دارد که در مناسک قربانیِ سُمه توسط یکی از چهار روحانیِ اصلی، که با عنوان اودگاتری (نوازنده) شناخته می‌شود، قرائت می‌گردد. این اثر مشتمل بر ۱۸۱۰ یا ۱۵۴۹ بیت است، (اگر مکررات حذف شود) که تقریباً همه آن، بجز ۷۸ بیت از رْگ‌وده اخذ شده‌است. آوازهای مقدس یا سامَنه‌ها ترانه‌هایی بود که بر پایه همین سرودها تنظیم گشته بود و اودگاتری بایستی اجرای آنها را قبلاً بیاموزد. دستورالعمل‌های مربوط به هماهنگ‌خوانی سرودها نشان از آن است که سبک آواز نیایشی در دوره وده‌ای بیشتر شبیه آوازهای ساده بدوی بوده‌است. گویا اعتقاد بر این بوده که زیر و بم و آهنگ مناسب، قدرت مؤثری به آواز می‌دهد.

سامه‌وده دارای دو بخش است: بخش نخست را پو¨رْواریچیکه می‌نامند و شامل ادبیات جداگانه‌ای است که به عنوان یاری‌دهنده در یادآوری آهنگ‌های متنوع به کار می‌رود. بخش دوم را اوتّراچیکه می‌خوانند و دربردارنده متن کامل آوازهاست.
1. یَجوروِده یا وده قربانی در مناسک اول ماه و قرص کامل ماه، قربانی و سُمَه به کار می‌رفته‌است. این مناسک را یکی از چهار دینیارِ آیین قربانی، با عنوان اَدْهْوَرّیو اجرا می‌کرده‌است. از مجموعه یجور وده دو بخشِ تجدیدنظرشده به نام‌های یجور وده سفید و سیاه در دست است، که اولی فقط به نظم (قطعه‌های شعری یا مَنتْره) و دومی مخلوطی از نظم و نثر است. به بخش‌های منثورِ آن براهمنه می‌گویند. یجور وده سفید نماینده مکتب آدیتیَه است که در شمال و در مهاراشتره رواج دارد، و یجوروده سیاه نماینده مکتب برهما است. این تقسیم دوگانه یجوروده به سبب نگرش‌های متفاوت معلمان و پیروان اولیه آن بوده‌است.
2. اَتْهْروَه‌وده: این نام برگرفته از شخصیتی اسطوره‌ای به نام اَتْهَرْون است که، بنابر سنت هندی، پسر بزرگتر برهماست و همو این اثر را نوشته‌است. اتْهَروه‌وده (وده اَتْهَرْون) دربردارنده دانش جادوی مثبت و منفی است؛ دعاها و وِردهایی برای به دست آوردن سعادت و ایمنی و نیز اذکاری برای درهم‌کوبیدن و دورکردن دشمنان و شیاطین. خدایانِ این وده همان خدایان رگ‌وده، مانند ایندره و اگنی‌اند که شخصیتشان قدری به سوی نیروهای نابودگر شیاطین تغییر کرده و کم‌رنگ‌تر شده‌است.

اتهروه‌وده بیش از بقیه وِده‌ها به موضوعات نظری عرفان گرویده اما در سرودهایش فلسفه را نیز با جادو در هم پیچانده‌است. اتهروه‌وده در مجموع پنج هزار و نهصد و سی و سه بند، که هر کدام چند سطر می‌شود در خود دارد.